# Lamantin d'Amazonie
Trichechus inunguis
Espèce
Statut de conservation UICN

 VU A3cd : Vulnérable
Répartition géographique
- Trichechus inunguis

Statut CITES
Le lamantin d’Amazonie (Trichechus inunguis) ou lamantin du Brésil est un mammifère herbivore, la plus petite espèce de l'ordre des siréniens et la seule à vivre exclusivement en eaux douces.
Il est endémique au bassin amazonien. L'espèce est classée vulnérable selon l'Union internationale pour la conservation de la nature.

## Description
Le lamantin d'Amazonie est la plus petite espèce de l'ordre des siréniens, pouvant mesurer entre 2.8m et 3m de longueur, et peser jusqu'à 450 kg. Il n'y a aucune variation de grandeur entre les sexes. La coloration de la peau varie entre le gris foncé et le noir. Des taches plus pâles sur la région ventrale ont été mentionnées comme pouvant être caractéristiques des individus de l'espèce.

## Aire de distribution et habitat
Endémique au bassin amazonien, on retrouve le lamantin d'Amazonie des îles Marajó (Brésil) jusqu'aux sources des rivières tributaires du bassin amazonien de Colombie, du Pérou et de l'Équateur. Sa distribution est apparemment restreinte aux eaux calmes et aux lacs où la végétation aquatique est présente.

## Alimentation
Le lamantin d'Amazonie, herbivore et non-ruminant, se nourrit exclusivement d'une grande variété de plantes aquatiques et semi-aquatiques. Il peut ingérer jusqu'à 8 % de son poids par jour. Il participe ainsi à la dispersion des graines. La variation annuelle du niveau de l'eau de l'Amazone vient modifier la productivité des macrophytes du bassin et modifie par conséquent la diète des lamantins selon la période de l'année.

## Menaces
Historiquement, le lamantin d'Amazonie a souffert de la chasse extensive depuis plusieurs siècles, ce qui a entraîné une importante baisse de ses populations. Il a depuis longtemps été chassé  pour sa viande et sa peau par les populations autochtones, mais plus récemment la chasse commerciale intensive (incluant la chasse illégale) pour sa peau qui produit un cuir de qualité a contribué au déclin rapide de la population. La déforestation et la contamination par le mercure ou par des pesticides de leur habitat sont d'autres menaces potentielles pour leurs populations. La construction de barrages pourrait possiblement être une menace pour la diversité génétique des populations.
L'espèce figure sur la liste des espèces vulnérables de l'UICN et de l'IBAMA 2001, et figure également dans l'Annexe I du CITES.